# Herb Suchedniowa
Herb Suchedniowa – jeden z symboli miasta Suchedniów i gminy Suchedniów w postaci herbu.

## Wygląd i symbolika
Herb  przedstawia w czerwonej tarczy herbowej otoczonej białą obwódką niebieskie kowadło z wbitym w nie srebrnym mieczem oraz biały monogram „S” – inicjałem nazwy miasta.
Symbolika herbu nawiązuje do przemysłu metalowego oraz sięgających XVI wieku tradycji kuźniczych.

## Historia
Elementy godła funkcjonują na herbie Suchedniowa od uzyskania praw miejskich w 1962 r. W roku 2005, na skutek negatywnej opinii Komisji Heraldycznej o herbie, nieznacznie zmieniono jego wygląd i kolorystykę. Zmieniono kształt kowadła i litery „S”; oraz barwę rękojeści miecza i monogramu ze złotej na srebrną. Dodano biały otok tarczy herbowej. 